# FC Admira Wacker Mödling
El Fussballclub Admira Wacker Mödling ( Verein für Bewegungsspiele Admira/Wacker Mödling ) és un club de futbol austríac de la ciutat de Mödling.

## Història
El club és el resultat de la fusió, l'any 1997, del VfB Mödling i SCN Admira/Wacker.
Els orígens del club cal trobar-los en el SK Admira Vienna nascut el 1905. Entre 1926 i 1939 guanyà set campionats nacionals i tres copes, situant-se entre els més poderosos del país. Després de l'Anschluss, l'Admira disputà la Gauliga Ostmark, arribant a disputar la final de la copa alemanya el 1939, perdent per 0-9 enfront del Schalke 04. Els anys posteriors a la guerra l'Admira començà un lleu declivi. Tot i això obtingué una nova lliga el 1966 i dues noves copes.
El 1971 l'Admira es fusionà amb el Wacker Wien, un club fundat el 1908 i que es mantingué a la primera divisió del país entre 1914 i 1961. El Wacker es proclamà campió nacional el 1947. Com a Admira Wacker guanyà la supercopa d'Àustria el 1989. L'entitat reuneix un total de setze títols entre ambdós clubs.
L'altra meitat del club va ser fundat com a SVg Mödling l'11 d'agost de 1911 i fou reanomenat VfB Mödling el 1992.

## Palmarès
- 9 Lliga austríaca de futbol: 1927, 1928, 1932, 1934, 1936, 1937, 1939, 1947, 1966
- 6 Copa austríaca de futbol: 1928, 1932, 1934, 1947, 1964, 1966
- 1 Supercopa austríaca de futbol: 1989